# The Worrying Kind

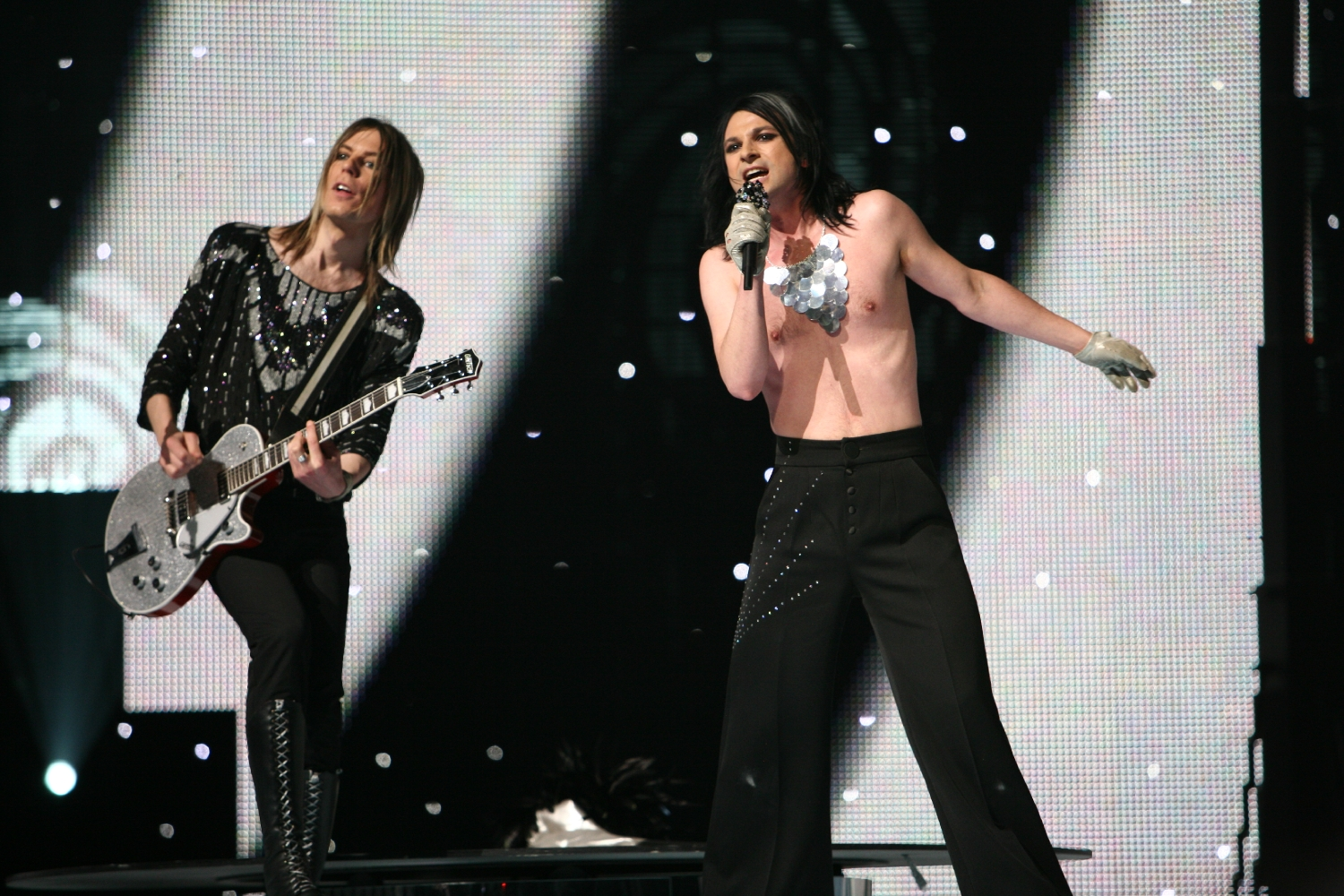
The Ark framför The Worrying Kind i Eurovision Song Contest 2007 i Helsingfors.

The Worrying Kind är en låt skriven av Ola Salo, sångare i det svenska glamrockbandet The Ark. Gruppen framförde bidraget i den svenska Melodifestivalen. Bidraget deltog vid deltävlingen i Scandinavium den 10 februari 2007 och kvalificerade sig efter omröstningen direkt till finalen i Globen den 10 mars 2007, där melodin segrade efter att ha fått flest röster av både jury och tittare. Totalt fick bidraget 248 poäng i finalen. Därefter framförde The Ark den i Eurovision Song Contest 2007 i Helsingfors, Finland. I Eurovision Song Contest fick melodin totalt 51 poäng, med två tolvpoängare från Danmark och Norge som bäst och kom på plats nummer 18.
Den första melodislingan i låten är snarlik en slinga i Edison Lighthouse hitlåt "Love Grows (Where My Rosemary Goes)" från 1970, vilket har föranlett en diskussion om låtstöld. Textraden "Just a mortal with potential of a superman" som finns med i låten finns också med i David Bowies låt Quicksand från 1971.
"The Worrying Kind" är också med på The Arks album, Prayer for the Weekend som släpptes den 11 april 2007.
Den 5 mars 2007 gavs singeln "The Worrying Kind" ut och den 23 mars gick låten direkt in på Trackslistans förstaplats - precis framför låten "Absolutely No Decorum", som också är en av The Arks låtar.
Melodin testades även på Svensktoppen, och tog sig in på listan den 15 april 2007 . Den hamnade på tredje plats den första veckan. Den 22 april 2007 hade melodin tagit sig upp på andra plats , för att den 29 april 2007 nå förstaplatsen .
Låten har även legat på första plats på Rix FM:s lista "Sverige Topp 40" i fyra veckor.
Enligt Ola Salo finns ett budskap i sången om att man inte skall oroa sig för saker i onödan, utan istället släppa på prestationskraven och njuta av livet.

## Coverversioner
Vid finalen av Melodifestivalen 2008 framförde Maia Hirasawa en egen, lugn, version av låten där hon spelade piano, och blåsare spelade trombon och trumpet. Denna version låg under perioden 11 maj-7 september 2008 på Svensktoppen, med andraplats som högsta placering. Maias version blev nummer 8 på Trackslistans årslista för 2008.
I Dansbandskampen 2010 tolkades låten av Pure Divine.

## Listframgångar

### The Ark
| Lista          | Topplacering |
| -------------- | ------------ |
| Italien        | 34           |
| Storbritannien | 121          |
| Sverige        | 1            |
| Tyskland       | 99           |

### Maia Hirasawa
| Lista   | Topplacering |
| ------- | ------------ |
| Sverige | 8            |

## Låtlista
1. "The Worrying Kind"
2. "2000 Light Years of Darkness"

### Fotnoter
1. ↑  Svensktoppen - 15 april 2007
2. ↑  Svensktoppen - 22 april 2007
3. ↑  Svensktoppen - 29 april 2007
4. ↑  ”Ola Salos ark räddar schlagersjälen”. vastsverige.com. Arkiverad från originalet den 27 september 2007. https://web.archive.org/web/20070927210010/http://www.vastsverige.com/templates/article____13885.aspx.
5. ↑  ”Svensktoppen”. 11 maj 2008. http://sverigesradio.se/sida/topplista.aspx?programid=2023&date=2008-05-11. Läst 22 maj 2011.
6. ↑  ”Svensktoppen”. 7 september 2008. http://sverigesradio.se/sida/topplista.aspx?programid=2023&date=2008-09-07. Läst 22 maj 2011.
7. ↑  ”Tracks hits 2008 - Melodier topp 100”. Sveriges Radio. 27 december 2008. Arkiverad från originalet den 19 februari 2009. https://web.archive.org/web/20090219170411/http://www.sr.se/p3/tracks/a08melodi.stm. Läst 27 december 2008.
8. ↑  ”Dansbandskampen”. 5 mars 2010. Arkiverad från originalet den 25 november 2010. https://web.archive.org/web/20101125170843/http://svt.se/2.136446/1.2199569/alla_latar_och_nummer_i_del_2. Läst 7 juli 2011.
9. ↑  Placering på den svenska singellistan
10. ↑  Placering på den svenska singellistan